# Tussen-n in de Nederlandse spelling
De regels voor de tussen-n gelden voor samenstellingen waarvan het eerste deel een zelfstandig naamwoord is en de verbindingsklank (het interfix) een toonloze /ə/ is (de sjwa). De verbindingsklank zelf wordt als /e/ geschreven.
De regels zijn vanzelfsprekend niet van toepassing op samenstellingen waarvan het eerste deel als afzonderlijk woord al eindigt op -en; in die samenstellingen blijft de -en altijd staan. De regels zijn evenmin van toepassing op samenstellingen met een oude naamvals-n. Ook deze n blijft gewoon bestaan: 's anderendaags, grotendeels, merendeel.

## Hoofdregels
Dit zijn de regels voor de overige gevallen, zoals voorgeschreven door de groene spelling:
1. De tussenklank wordt geschreven als -en- als het eerste deel van de samenstelling een zelfstandig naamwoord is dat uitsluitend een meervoud op -(e)n heeft: bessensap, boerendochter, boekenbon.
Deze regel is ook van toepassing wanneer het eerste deel een vrouwelijke nevenvorm is met een toonloze /ə/ achter het grondwoord, zoals studente. Het is dus agentenuniformrokje, een toilet voor docentes heet docententoilet, maar het is tevens secretaressebaan omdat hier het grondwoord van het eerste lid niet secretares is.
2. Er wordt ook -en geschreven wanneer het eerste deel een zelfstandig naamwoord is dat niet op een toonloze /e/ eindigt en wel een meervoud op -en of -s heeft, zoals ambtenaar. Het is dus ambtenarencentrale en directeurenoverleg.

 In de overige gevallen wordt geen tussen-n geschreven:
1. Er verschijnt geen tussen-n als het eerste deel een zelfstandig naamwoord is dat wel op -e eindigt maar geen meervoud heeft, zoals tarwemeel en rijstepap. Er verschijnt ook geen tussen-n als het eerste deel van zichzelf (ook) een meervoudsvorm op -s heeft maar geen vrouwelijke nevenvorm is (zie hierboven): aspergesoep, horlogemaker. Het is dus bijvoorbeeld gedaantewisseling, omdat het meervoud van gedaante zowel gedaanten als gedaantes kan zijn.
2. Er verschijnt geen tussen-n als het eerste deel geen zelfstandig naamwoord is maar een bijvoeglijk naamwoord of werkwoord. Zo is het bijvoorbeeld armelui en ook spinnewiel (eerste lid komt van het werkwoord spinnen), maar wel spinnenkop (eerste lid komt van het zelfstandig naamwoord spin).
3. Als het tweede deel geen zelfstandig naamwoord is maar een suffix (achtervoegsel) verschijnt er ook geen tussen-n; het is dus woordeloos, ideeëloos en prinselijk.

## Uitzonderingen
De eerste twee regels kennen vijf uitzonderingen. Er komt ook geen tussen-n:
1. Als het eerste deel van de samenstelling verwijst naar een persoon of zaak die in zijn soort uniek is. Dikwijls speelt de context hier een grote rol. Het is dus bijvoorbeeld Koninginnedag (maar koninginnensoep), zonneschijn en maneschijn.
2. Als het eerste deel alleen een versterkende betekenis heeft. Het tweede deel is in dit soort gevallen meestal een bijvoeglijk naamwoord. Het is dus bijvoorbeeld beregoed, boordevol, reuzeleuk en apetrots, maar berenvel, reuzenlaars en apenrots.
3. Als het geheel een versteende samenstelling is, waarvan de afzonderlijke delen niettemin nog goed herkenbaar zijn. Het eerste deel is in dit geval bijvoorbeeld een lichaamsdeel, zoals bij kakebeen, kinnebak, en ruggespraak. Wat precies een versteende samenstelling genoemd mag worden is niet altijd even duidelijk. Zo worden bijvoorbeeld billenkoek, paddenstoel en hartenkreet sinds 2005 niet meer als versteend aangemerkt (vergelijk ter illustratie padde(n)stoel met het Engelse toadstool).
4. Als een van de delen niet (meer) als afzonderlijk woord herkenbaar is. Dit komt meestal doordat het om een woord gaat dat verouderd is of om een verbastering. Dit verschijnsel doet zich bijvoorbeeld voor bij flierefluiter, schattebout, bruidegom en nachtegaal.
5. Als het woord als geheel geen samenstelling is, maar hier alleen op lijkt qua vorm. Het betreft hier vooral versteende acryologieën met een niet-Nederlandse herkomst, zoals kattebelletje[noten 1], bolleboos[noten 2], apekool[noten 3], papegaai[noten 4].

Tussen 1996 en 2005 was er bovendien de zogeheten paarde(n)bloemregel, als zesde uitzondering op de twee hierboven genoemde hoofdregels. Deze uitzonderingsregel is in 2005 komen te vervallen.

## Eerdere regelingen
In de eerste editie van het Groene Boekje uit 1954 kwamen er voor het eerst vaste regels voor het schrijven van de tussenklank -e(n)-, zoals in peer + boom → pereboom. De hoofdregel was dat als het eerste deel een "noodzakelijk meervoud" was, deze tussenklank ook als een meervoud werd geschreven: miljoenen + nota → miljoenennota, gekken + huis → gekkenhuis. In andere gevallen werd de tussenklank in principe geschreven als -e-.
De enige uitzondering op de voorgaande regel was dat de tussenklank, behalve voor meervoud, ook als -en- werd geschreven bij persoonsnamen die niet één bepaalde vrouwelijke persoon aanduiden. Voorbeelden daarvan zijn herenhoed en heldendaad; een woord waarbij wel één vrouwelijk persoon wordt aangeduid was bijvoorbeeld koninginnedag.
In afleidingen werd hetzelfde principe van wel of geen meervoud vastgehouden:
zonder slaap – slapeloos
zonder ideeën – ideeënloos
met betrekking tot een vrouw – vrouw(e)lijk
met betrekking tot een man – man(ne)lijk
Omdat het in een aantal gevallen, zoals kippe(n)hok, besse(n)sap en schroeve(n)draaier, lastig bleek te bepalen of er al dan niet sprake was van een noodzakelijk meervoud, werd bij de spellingwijziging in 1995 besloten om deze regel geheel te laten vallen. In plaats daarvan werd uitsluitend de meervoudsvorm van het eerste deel van de samenstelling bepalend. Omdat ook deze nieuwe regeling niet bij iedereen in goede aarde viel, kwam het Genootschap Onze Taal in 2006 met een alternatief voorstel, bekend als de witte spelling, waarin het schrijven van de tussen-n in samenstellingen vrijer is. Deze alternatieve spelling is sindsdien in Nederland door een aantal kranten overgenomen.